# Hypselocara altissimum
Hypselocara altissimum är en spindelart som först beskrevs av Simon 1894.  Hypselocara altissimum ingår i släktet Hypselocara och familjen täckvävarspindlar.
Artens utbredningsområde är Venezuela. Inga underarter finns listade i Catalogue of Life.